# Вељко Џакула
Вељко Џакула (Пакрац, 19. март 1955) српски је политичар из западне Славоније. Председник је Српског демократског форума.

## Биографија
Рођен је у Пакрацу, 19. марта 1955. године. Отац Милета био је зидар, а мајка Јованка (рођ. Ненадовић) домаћица. Има две сестре. Оженио се 1984. године и отац је једног детета.
Године 1970. завршио је основну школу у Пакрацу, а четири године касније и гимназију. На Универзитету у Београду дипломирао је шумарство 1979. године и стекао је диплому инжењера.

### Професионална каријера
Радни век започиње 1981. године у Моровићу, у Сремскомитровачком газдинству. Године 1982. прелази у Пакрац те до 1986. године ради у струци. На место директора Шумарије у Пакрацу долази 1987. године где остаје до 1991. У Српском демократском форуму ради од 1995. године. Прво обавља дужност генералног секретара, да би 1997. године постао председник Управног одбора.

### Политичка каријера

#### Крајина
У политику улази 1990. године. Јуна исте године оснива одбор Српске демократске странке у Пакрацу, затим постаје председник Регионалног одобра СДС-а за Славонију, Барању и Западни Сријем те постаје члан Главног одбора СДС-а. Био је потпредседник Владе Републике Српске Крајине од избора 1992. године. Радио је на нормализацији односа с Републиком Хрватском, те је био потписник Даруварског споразума 1993. године. После потписивања Споразума суспендован је са свих дужности кулминацијом сукоба са Миланом Мартићем и Миланом Бабићем. Због тога је неко време провео у затвору у Глини.

#### Хрватска
На шестим парламентарним изборима 2007. године заједно са Светозаром Ливадом представљао је листу Заједнице Срба у РХ у 12. изборној јединици. На изборима је освојио 4% гласова.
Оснивањем Демократске партије Срба у августу 2009. године изабран је за председника програмског савета. Са својом странком и уз подршку Српске народне странке и Нове српске странке поднио је кандидатуру за председника Републике Хрватске на председничким изборима 2009/10. године, сакупивши 10.557 потписа грађана. Кандидатуру је повукао пре првог круга избора.
Један је од оснивача Коалиције „Српска слога“ крајем 2010. године у Вировитици. На изборима за заступнике у Хрватски сабор 2011. године представљао је Странку на листи Коалиције српских странака у 12. изборној јединици где је освојио 16% гласова што је било недовољно за улазак у Сабор.
Поводом 17. годишњице Операције Олуја на Дан победе, 5. августа 2012. године, присуствовао је прослави у Книну и тако постао први Србин и представник Срба из Хрватске на овој прослави.

## Сведочења у Хашком суду
На Међународном кривичном суду за бившу Југославију у Хагу као сведок тужилаштва сведочио је почетком 2006. године против Милана Мартића, последњег председника Републике Српске Крајине.
На истом суду сведок тужилаштва сведочио је у октобру 2012. године против Горана Хаџића, другог председника Републике Српске Крајине.